# 今井雅之
今井 雅之（いまい まさゆき、1961年（昭和36年）4月21日 - 2015年（平成27年）5月28日）は、日本の元自衛隊員・俳優・演出家・脚本家・タレント・エッセイスト。兵庫県豊岡市出身。代表作は自身が「自分の魂」と形容している神風特別攻撃隊が主題の演劇・映画『THE WINDS OF GOD』や、自身の出身地で撮影した初監督映画作品『SUPPINぶるうす ザ・ムービー』など。最終所属先はオスカープロモーション。

## 来歴

### 生い立ち〜自衛官
幼い頃から映画（特に洋画）やテレビドラマが好きだった。特に千葉真一の熱狂的なファンで、テレビドラマ『キイハンター』に影響され、友達と『キイハンター』ごっこで遊ぶ時には千葉に扮していた。
兵庫県立豊岡高等学校卒業後、俳優になろうと志すが、俳優になりたいのであれば自活するよう自衛官の父に言われ、1980年4月陸上自衛隊に一般曹候補学生で入隊。同年12月滋賀県今津町の第3師団第3戦車大隊（今津駐屯地）に配属。上官へ俳優になるために辞めたい旨を告げ、「自衛隊は俳優養成所ではないぞ」と叱られる。1981年9月、陸士長で自己都合退官。1986年3月法政大学卒業。

### 俳優として
1986年奈良橋陽子演出『MONKEY』にて演劇デビュー。1988年に特別攻撃隊が主題の演劇「リーインカーネーション」の初演、これは後に今井のライフワークともいえる『THE WINDS OF GOD』に発展していく。映画『静かな生活』で1996年、第19回日本アカデミー賞優秀助演男優賞受賞。当初奈良橋の主宰するアップスアカデミーに所属していたが、『THE WINDS OF GOD』のニューヨークオフ・ブロードウェイ公演が頓挫したことに端を発する事務所とのトラブルから独立。1997年、エル・カンパニーを立ち上げる。1998年幾多のトラブルに見舞われながらも、オフ・オフ・ブロードウェイで公演、成功を収める。
2008年2月1日、エグゼに移籍。エル・カンパニーは今井の著作権管理会社として存続する。
2009年10月1日、オスカープロモーションに移籍。

### 闘病〜死去
2014年末に腸閉塞のために体調を崩し、医師から「余命3日」を宣告され、緊急手術を行い、術後には回復した事をブログで報告。
2015年4月21日、ブログにて、大腸癌のため、主演舞台『THE WINDS OF GOD』を降板することを発表。同年4月30日には記者会見を開き、3月から入院中で、抗がん剤治療をしており、「ステージ4」の末期ガンであることを明かした。長らく健康診断を受けていなかったこともあり、発見時には既に手の施しようのないほど病状が悪化していた。舞台そのものは降板したものの、新国立劇場公演千秋楽の5月5日にはステージに登壇し、舞台挨拶を行い、復帰への思いを語った。
しかし、その顔立ちや体からして明らかに痩せこけており、別人のような姿になっていた。その挨拶から23日後の5月28日午前3時5分、入院先の病院で家族に看取られながら死去した。54歳没。通夜・葬儀は本人の意向から、地元にて近親者のみの密葬で行われた。
今井の憧れで映画『THE WINDS OF GOD』でも共演している千葉真一は「無念という言葉がピッタリだ。いつも一緒に飯を食うと『俺たちが映画界を引っ張っていかないと』と話をしていた。あのくらい燃える若者が今いるのかな。俺は大好きだった」と偲んだ。今井がファンだったアグネス・チャン、演劇仲間の別所哲也と川平慈英、舞台で共演し今井が慕っていた梅沢富美男、ドラマの夫婦役で何度も共演した田中美奈子、酒井法子、病気で降板後の代役を務めた重松隆志、ミッツ・マングローブ、黒田アーサー、ラサール石井、武田梨奈、坂上忍、勝俣州和ら、生前の多数の共演者や仕事での関係者からマスコミ、公式サイト、SNS、事務所を通しての声明などを通して、その死を悼むコメントが発表された。葬儀では生前の仕事での関係者から多数の献花がなされた。
同年7月15日、映画『戦国自衛隊』の大ファンである今井が続編となるシナリオを約20年前に執筆していたことや、2001年には同作のプロデューサーである角川春樹と映画化の話も進んだが、角川の問題で頓挫していたことが明るみに出た。
翌16日にお別れ会が都内でしめやかに営まれた。祭壇はイメージカラーで大好きだった赤を基調にユリ・バラ・カーネーション・胡蝶蘭など計3,005本の花と、中心の遺影は舞台『THE WINDS OF GOD』の写真。棺桶には靴、闘病中に届いた励ましの手紙、千羽鶴が納められた。戒名は「雅風徹信居士（がふうてっしんこじ）」。弔辞は千葉真一と奈良橋陽子が読み上げた。千葉は、その熱い一面、映画作りを「カブトムシ捕りと一緒だ」と例えていた様、撮影時の在りし日の姿に思いを馳せ、「ハリウッドで共演したかった」と、その死に悔しさをにじませながら「（一緒に仕事できたことで千葉自身も）成長できた」と感謝を込めていた。奈良橋は、今井が主演予定だった映画『手をつないでかえろうよ』は2016年5月の一周忌に全国を回れるよう頑張る、「（今井が）書いたもの、演出したもの、魂はみんなの中に生き残る」と訴えていた。同会には梅沢富美男、金山一彦、橋本マナミ、池谷幸雄、池谷直樹、大和田伸也、入江慎也、なだぎ武、酒井法子、マイケル富岡、麻丘めぐみ、井戸田潤、岩城滉一、アグネス・チャン、竹内力、宮川大輔、渡辺裕之、陣内智則、中居正広ら著名人・関係者600人が参列した。

## 人物
身長178cm。スリーサイズはB102・W85・H99。空手道弐段、柔道初段。銃剣道初段。
千葉真一、アグネス・チャン、の熱心なファンで、自身のブログやテレビ番組で度々公言している。
料理が得意。売れない時代にラ・ボエム1号店（原宿店）に7年間勤める。自衛官時代の癖で、客の注文を大声で復唱したため、店長の顰蹙を買い、調理に回される。
愛車は2014年春に納車されたばかりのジャガー・XJであった。
日本文化チャンネル桜の賛同者であり、神社本庁や日本会議、靖国会館などでの講演会や神社新報でのインタビューなどで特攻隊を「武士道精神に溢れる」と語るなど、保守系文化人としての側面を見せるとともに、『THE WINDS OF GOD』公演の最後には涙ながらに「NO MORE WAR!」と叫ぶなど、反戦への意志も強い。

## 学生時代
大学受験時、入学した法政大学の他、青山学院大学文学部にも合格し、当時読売ジャイアンツの江川卓のファンだったこともあり、江川の出身校でもある法政大学を選択したが、入学して男子学生のあまりの多さに、当時の今井にとって華やかなキャンパスライフに映った青学を蹴って入学したことを後悔したこともあったという。
大学生の時、自分の限界を知るために、様々な挑戦を行った。テントや寝袋を持たず、全て野宿である。
- 東京 - 大阪間のマラソン
  - 1982年12月に東京 - 大阪間のマラソンを行った。冬にもかかわらず、野宿をした。一週間で完走することを目標にしていたが10日かかった。長時間、連日走っていたため、途中で足を痛めてしまったが、自衛隊時代の上司に「もし足が壊れたらどうやって治すか。走れば治る!」と言っていたのを思い出し、止まらず走ってみると、走っている最中だけではあるが、本当に痛みが収まったという[要出典]。
- 奥多摩でサバイバル
  - 東京 - 大阪間のマラソンの約半年後の1983年6月、奥多摩の山で塩とナイフだけで、一週間の野宿を行った。梅雨の時期ということもあり、食料が全くなかったため、木の根、蜘蛛、蟻、カエルを食べた。それだけでは当然空腹を満たすことは出来ず、あまりの空腹のため何度も腹痛が起こり、痛みに耐えられなくなり気絶した。ハイキングコースを歩いていた時、弁当が捨ててあったのを拾って食べた。その弁当のご飯はネバネバしていてカビも生えていたが、感動するほど美味しく、特に海老の天ぷらの尻尾は「この世にこんなうまいものがあるのか。」と思った。このサバイバルで、まともな物を毎日食べられるありがたさを身を以て知った。ちなみに、入山前に70kgあった体重は下山後58kgまで落ちたが、すぐに元の体重に戻った[要出典]。
- 真冬の北海道縦断
  - それから3年後、自分の寒さに対する限界を知るために、1985年2月の北海道で稚内 - 函館を徒歩で横断することに挑戦した。4 - 5日不眠不休で歩き、吹雪に襲われることも多かった。途中で意識を失って行き倒れになったところを警察に助けられた。その後、何度も意識を失い、幻覚を見ながらも函館に辿り着いた。最終的に10日かかった[要出典]。
- 真夏の本州縦断マラソン
  - 1985年8月、青森 - 北九州（関門トンネルを抜けるまで）の本州縦断マラソンに挑戦した。この年は記録的な猛暑だったが、北海道の時のように、倒れても凍死することはないため、気持ちは楽だったという[要出典]。

## 出演

### 演劇
- THE WINDS OF GOD（今井雅之脚本・演出・主演） - 平成3年度文化庁芸術祭賞（原作・脚本・演技）受賞
1988年に初演から数十回にわたり再演をしており、海外（ニューヨーク、ロンドン、ハワイ）での公演も高い評価を得ている。2005年は今井雅之主演の舞台、DonDokoDonの山口智充とV6の森田剛出演によるテレビドラマ、ハリウッドで全編英語脚本・日本人キャスト・スタッフによる映画制作がされている。
この演劇は一時封印していたが、アメリカ同時多発テロ事件を『神風アタック』と表現した米メディアに憤りを感じ、再演を決意したという。2009年せんがわ劇場アンサンブル公演はこれまで演じていた兄貴役を重松隆志が演じ、今井雅之が演出をするオール新キャスト版が上演された。金太役は舞台「世界の中心で、愛をさけぶ」出演の古屋暢一。
- 手をつないでかえろうよ〜シャングリラの向こうで〜（脚本、演出、主演） - 尊真人 役[34]
2016年、映画化。監督は奈良橋陽子、主演は川平慈英[35]。

### 映画
- 彼女が水着に着替えたら（1989年）
- 226（1989年） - 中島莞爾
- ポップコーンLOVE（1990年） - 中村安男
- 遊びの時間は終らない（1991年） - 中野
- 撃てばかげろう（1991年） - 宮本政男
- 愛について、東京（1993年） - ヒトシ
- 眠らない街〜新宿鮫〜（1993年） - 香田
- 四十七人の刺客（1994年） - 高田郡兵衛
- 右向け左!自衛隊へ行こう（1995年、兼脚本） - 渡辺伸一郎
- WINDS OF GOD（1995年、兼原作・脚本） - 田代誠 / 岸田守海軍中尉
- プロゴルファー織部金次郎3 飛べバーディー（1995年） - 大場耕人
- 静かな生活（1995年） - 新井君
- 誘う女（1995年） - 主演・弾正雅之（小説家）※VHSタイトルは『誘う女-レイプ-』
- 八つ墓村（1996年） - 落武者
- なにわ忠臣蔵（1997年） - 浅野組若頭 小田
- 故郷（1999年） - 渡嘉敷政憲
- 狂弾（1999年） - 尾崎義人
- BACK STAGE/バックステージ（2001年） - 友情出演
- 伝説のやくざ ボンノ（2002年） - 浅井二郎
- 実録・安藤組外伝 餓狼の掟（2002年） - 伊沢辰夫
- 修羅のみち3 広島・四国全面戦争（2002年） - 山鍋一家総長 山鍋一也
- T.R.Y.（2003年） - 東謙介
- Summer Nude（2003年） - 塚前浩
- 新・極道三国志 首都攻防篇（2003年）- 鳴門銀次
- 新・極道三国志2 伊豆代理戦争勃発（2003年）- 鳴門銀次
- 六本木錬金の帝王 カポネ（2003年）
- SUPPINぶるうす ザ・ムービー（2004年、兼監督・原作・脚本） - 岩田鉄雄
- HERO? 天使に逢えば…（2004年）
- デビルマン（2004年） - 沼田
- THE WINDS OF GOD -KAMIKAZE-（2006年、兼監督・原作・脚本） - 岸田守海軍中尉
- その日のまえに（2008年） - 石井剛史
- しあわせカモン（2009年） - 主人公松本哲也の父・哲夫
- ドラゴン（2010年）
- ストロベリーナイト（2013年） - 宮崎真一郎
- 極道の妻たち Neo（2013年） - 西京連合加藤組組長 加藤修平
- かぐらめ（2015年） - 渡辺大介 [36] ※遺作

### テレビドラマ
- ドラマ人間模様「婚約」（1987年1月、NHK総合）
- ノンちゃんの夢（1988年4月 - 10月、NHK総合）
- 勝手にしやがれヘイ!ブラザー 第14話（1990年1月26日、日本テレビ） - 強盗犯（アニキ）
- あいつがトラブル 第10話「刑事と泥棒大脱走」（1990年2月17日、フジテレビ） - 鹿島 役
- 戦艦大和（1990年8月10日、フジテレビ） - 保木本中尉 役
- 映画みたいな恋したい「ホワイト・クリスマス」（1990年12月22日、テレビ東京）
- 世にも奇妙な物語（フジテレビ）
  - 石田部長代理の災難（1991年3月7日） - 上垣誠 役
  - 常識酒場（1992年4月30日） - 主演・霧原直人 役
    - トラブル・カフェ（1992年9月3日） - 主演・霧原直人 役

  - 冬の特別編 (1994年)「心の声が聞こえる」（1994年1月6日）
  - 春の特別編 (1996年)「怪我」（1996年3月25日） - 龍村幸夫 役
  - 春の特別編 (1997年)「扉の先」（1997年3月31日）
- 刑事貴族2 第8話（1991年5月31日、日本テレビ） - 石沢純一 役
- 俺たちルーキーコップ（1992年4月 - 7月、TBSテレビ） - 森川 役
- NIGHT HEAD THE OTHER SIDE（1992年12月24日、フジテレビ） - 主演・剱木浩一 役
- ええにょぼ（1993年4月 - 10月、NHK総合） - 朝倉靖男 役
- 花の乱（1994年4月 - 12月、NHK総合） - 細川政元
- HOTEL （TBSテレビ / 近藤照男プロダクション）
  - 第3シリーズ  第12話「NG名場面撮影中」（1994年、TBSテレビ） - 関口 役
  - スペシャル'96新春「姉さん一大事です!」（1996年）
  - 第5シリーズ 第11話「ホテルマンの復讐」（1998年） - 黒岩 役
- お金がない!（1994年7月 - 9月、フジテレビ） - 上野格次 役
- 土曜ワイド劇場（テレビ朝日）
  - 同居人カップルの殺人推理旅行（1995年） - 新城巧 役
  - 法医学教室の事件ファイル（1996年） - 門野茂昭 役
  - “繭の密室”連続殺人事件（1998年） - 日比野功一 役
  - キソウの女（2006年、朝日放送） - 鵜飼直己 役
  - 西村京太郎トラベルミステリー54・伊豆の海に消えた女（2010年） - 小山警部 役
  - はみだし弁護士・巽志郎（2012年、朝日放送） - 小笠原正平 役
- 沙粧妙子-最後の事件-（1995年7月 - 9月、フジテレビ）
- ナースのお仕事(1996年、フジテレビ） - 片桐孝 役
- 白線流し（1996年1月 - 3月、フジテレビ） - 宇佐美正 役
- 火曜サスペンス劇場（日本テレビ）
  - 飛ぶ男、墜ちる女（1991年8月20日） - 堂本実 役
  - 隠し続けた女（1995年） - 黒田
  - 小京都ミステリー（1998年） - 長坂翔 役
- 月曜ドラマスペシャル（TBSテレビ）
  - 演歌・唱太郎の人情事件日誌1（1996年9月2日） - 木田洋一 役
  - 浅見光彦シリーズ8（1997年3月10日） - 松山刑事 役
  - 早乙女千春の添乗報告書6（1998年4月6日） - 大竹英司
- 味いちもんめII・京都編（1996年1月 - 3月、テレビ朝日） - 横山剛 役
  - '97新春ドラマスペシャル 味いちもんめ（1997年1月）
  - '2011新春ドラマスペシャル 味いちもんめ（2011年1月）
  - '2013ドラマスペシャル 味いちもんめ（2013年5月）
- 3番テーブルの客（1996年、フジテレビ）
- ギフト（1997年4月 - 6月、フジテレビ） - 野長瀬定幸 役
- 金曜エンタテイメント（フジテレビ）
  - 大家族デカ（1996 ‐ 1997年） - 明石守男 役
  - ナースな探偵（1997年 - 1998年） - 成沢刑事 役
  - 女弁護士水島由里子の危険な事件ファイル（1997年 - 1999年） - 森吉高 役
  - ツインズな探偵3（2003年） - 大沢浩市 役
- 人情馬鹿物語「深川の鈴」（1998年1月、テレビ東京）
- もう呼ぶな、海!（1999年2月、札幌テレビ）
- お見合い結婚（2000年1月 - 3月、フジテレビ） - 田沼謙介 役
- リミット もしも、わが子が…（2000年、読売テレビ） - 冨家浩紀 役
- 愛は正義（2001年1月 - 3月、テレビ朝日） - 古賀行雄 役
- 月曜ミステリー劇場（TBSテレビ）
  - 探偵・喜多嶋翔子の調査報告書（2002年7月29日） - 西田拓三 役
  - おばさん会長・紫の犯罪清掃日記 ゴミは殺しを知っている5（2003年） - 山根（夢野）豊彦 役
  - 女金融道シリーズ（2002年7月29日・2003年9月11日・2006年11月20日） - 武藤誠吾 ※2作目のみ「月曜ミステリー劇場」、3作目は「月曜ゴールデン」
  - やとわれ女将 菊千代の事件簿2（2005年2月） - 中川孝男 役
- 極限推理コロシアム（2004年、読売テレビ） - 加賀宏志 役
- 87%（2005年1月 - 3月、日本テレビ） - 川上勇介 役
- ハチロー〜母の詩、父の詩〜（2005年1月 - 3月、NHK総合） - アイン 役
- 浅草ふくまる旅館 第1シリーズ（2007年、TBSテレビ系） - 熊田泰男 役
- 水曜ミステリー9（テレビ東京）
  - ハマの子宝先生 24時殺意の産声（2006年）
  - 捜査検事・近松茂道（2011年） - 秦野警部 役
  - 刑事の証明3（2012年） - 浜口正吾 役[37]
  - 検事・沢木正夫2（2014年） - 高槻昭三 役
- あしたの、喜多善男〜世界一不運な男の、奇跡の11日間〜（2008年1月 - 3月、関西テレビ） - 三波貴男 役
- ザ・ライバル「少年サンデー・少年マガジン物語」（2009年5月5日、NHK総合） - 牧野武朗 役
- いのちの島（2009年11月23日、TBSテレビ） - 長谷川治 役
- 泣かないと決めた日（2010年3月、フジテレビ） - 中村恭一郎 役
- 経済ドキュメンタリードラマ ルビコンの決断（2010年8月、テレビ東京） - 中野勝義 役
- ニセ医者と呼ばれて 〜沖縄・最後の医介輔〜（2010年12月、読売テレビ） - 新垣真治 役
- 日曜劇場・JIN-仁- 完結編（2011年4月 - 6月、TBSテレビ） - 提供ナレーション
- バラ色の聖戦（2011年、テレビ朝日） - 花房銀次 役
- 松本清張ドラマスペシャル 砂の器 第一夜（2011年9月10日、テレビ朝日） - 山田信次 役
- 月曜ゴールデン（TBSテレビ）
  - ヤメ判 新堂謙介 殺しの事件簿2（2012年1月） - 大八木徹 役
  - 警視庁心理捜査官・明日香2（2012年2月） - 梶原庸介 役
  - ホームドクター・神村愛（2012年4月・2013年8月） - 三村和志 役
  - おふくろ先生の診療日記6（2013年11月） - 芹沢雄策 役
  - 民間科捜研 桐野真衣の殺人鑑定（2016年3月14日） - 盛敏明 役 ※遺作放送、撮影は2014年1月[38] 。実質的遺作は後述の出張鑑定人・宝来伝吉 パート2。
- 北九州放送局・開局80周年記念福岡発地域ドラマ「オヤジバトル!」（2012年2月、NHK北九州） - 鉄工所社長 役
- 刑事魂（2012年3月31日、テレビ朝日） - 蒲田光輝 役
- ダブルス〜二人の刑事（2013年6月6日・13日、テレビ朝日） - 木村京介 役
- プレミアムドラマ（NHK BSプレミアム）
  - かすてぃら（2013年7月 - 8月） - 岡崎一郎 役
  - 終の棲家（2014年7月20日・27日） - 蓑田守彦 役
- オリンピックの身代金（2013年11月30日・12月1日、テレビ朝日） - 警備員 役
- お助け屋☆陣八（2013年、読売テレビ） - 荒巻隆治 役
- WONDA×AKB48 ショートストーリー「フォーチュンクッキー」（2013年7月7日、フジテレビ） - 井口課長 役
- 宮本武蔵（2014年3月15日・16日、テレビ朝日） - 岩間角兵衛 役
- 出張鑑定人・宝来伝吉シリーズ（フジテレビ） - 捜査一課係長・黒岩勝 役
  - 第1作（2014年4月25日）[39]
  - 第2作（2016年2月27日）[40] ＊実質的な遺作出演ドラマ
- 極悪がんぼ 第6話（2014年5月19日、フジテレビ） - 投遣健介 役[41]
- 鼠、江戸を疾る 第1シリーズ 第8回・最終回（2014年3月13日・20日、NHK総合） - 谷本亘兵衛 役[42][43]

### ラジオドラマ
- スーパーステーション　月のかけら 沢村復活（1993年11月21日、ニッポン放送）[44]
- FMシアター （NHK-FM）
  - 開いた窓（1996年1月6日）[45]
  - ベル・リン（1997年6月7日）[46]
- 青春アドベンチャー（NHK-FM）
  - 電気女護島～エレクトリック・レディランド（1998年2月16日～2月27日、全10回）- ヨージ役[47]
  - レッドレイン（1998年9月28日～10月9日、全10回）- セナ役[48]
- 東貴博のヤンピース　BITTER SWEET CAFE 「産隆大學應援團」（2007年3月12日 - 22日、ニッポン放送）

### オリジナルビデオ
- 愛の五億円ぶる～す（1991年）
- 東京魔悲夜（1995年） - 柴門
- GANGSTER 東京魔悲夜 外伝（1996年） - 柴門
- 新・悲しきヒットマン2（1997年） - 主演・刑事
- ザ・まむし 平成悪名伝（1997年） - 主演・飛車太郎
- ダブル極道 いてまえ!!（1998年） - 主演・飛車太郎
- 強奪（2000年） - 火野猛志
- 呪殺霊 黒猫の祟り（2000年）
- 実録・九州やくざ烈伝 兇健と呼ばれた男（2003年）
- 伝説のやくざ 最後の博徒（2003年）
- 起業士 天馬1・2（2004年） - 大沢仁志
- 西日本暴力地帯 実録・山陰抗争（2007年）全2作 - 主演・塩山組組員 角田拓郎
- 九州激動の1520日 新・誠への道（2009年） - 二代目雄仁会副理事長 二代目平塚組組長 石塚信之
- 暴力列島（2013年） - 主演・高寅組若頭 菊池組組長 菊池龍次 
  - 暴力列島2（2013年） - 主演・菊池組組長 菊池龍次
- 虎狼の大義1,2（2013年12月,2014年2月） - 平塚北警察署 捜査四課特別対策本部 刑事 村田ケンイチ
- 除籍 血濡れの怪文書（2014年1月） - 主演・七徳会幹部毛利組組長 毛利実康
- 首領の道10（2014年2月）- 僧

### CM
- 第一生命「パスポート21」（1989年）
- 東芝「デジタル交換機」（1991年）
- 協和発酵「焼酎 大五郎」
- 三菱自動車工業「レグナム」「STツーリング誕生編」「ヴィエント誕生編」（1997年9月～1998年7月）
- 小林製薬「トイレその後に」（2006年）
- リブ・マックス第2弾「カミカミ編」、第3弾「カミカミ編2015」（ - 2015年）[49]
  - 死去後、2015年6月3日より放送が開始された「カミカミ編2015」では、今井の出演シーンに「今井雅之さん（所属事務所・御家族）の御意向もあり、追悼の意を込めて広告を続けております。」と記載されている。

### バラエティ
- 英語でしゃべらナイト（NHK） - 自慢の英語で、映画『ターミナル』公開時に来日していたトム・ハンクスにインタビューをした。その際、「あなたの英語は素晴らしい」と褒められる。その後、スタジオにも出演。
- スタジオパークからこんにちは（NHK）
- 中居くん温泉シリーズ（1996年 - 1997年、読売テレビ） - メイン司会の中居正広（以下中居）とテレビ朝日のテレビドラマ「味いちもんめ」以来の久々の共演。中居の演技を絶賛し、「味 - 」撮影時に中居とつかみ合いのシーンの終了後、撮影終了しているにもかかわらず、すぐに手を離すことができずしばらくにらみ合ってしまい、ADが仲裁に入った等の話で盛り上がっていた。撮影現場の雰囲気はとてもよく、「パート157までいってほしい」と「味いちもんめ」を絶賛している[50]。
- ナカイの窓（2013年、日本テレビ） - 中居くん温泉同様、メイン司会の中居とテレビ朝日のテレビドラマ「味いちもんめ」に関するエピソード、スタジオでの他の出演者へのどっきりを仕掛けたりした。
- おしゃれカンケイ・おしゃれイズム（1999年・2006年他、日本テレビ）
- はなまるマーケット　はなまるカフェ（TBS） - メイン司会の岡江久美子とともにテレビ朝日のテレビドラマ「味いちもんめ」の秘話・主演の中居とのエピソードと人柄を語った（岡江は「味いち」のレギュラー）。岡江は同作出演とはいえストーリー上、今井との共演シーンが少なく、中居と今井の確執について知らなかったため驚いていた。
- 笑っていいとも テレフォンショッキング（2005年他、フジテレビ） - 数回出演。そのうち1度セットの一部が倒れかけるハプニングがあり、スタッフといいとも青年隊とともにそのセットを元に戻す一幕があった。
- ライオンのごきげんよう（2012年他、フジテレビ）
- いきなり!黄金伝説。(2012年12月27日、テレビ朝日） 孤島での サバイバルチャレンジにチームで参加、番組用意のサバイバルキットを捨て、蛙や蜘蛛、蟻など を捕まえながらチャレンジ。
- 徹子の部屋（1997年、テレビ朝日）
- シルシルミシルさんデー（2014年、テレビ朝日） - 「気弱が強気をドッキリで襲撃」のコーナーにターゲットで出演。NON STYLE・石田明が仕掛け人として登場。
- 中居正広のミになる図書館（2015年3月10日、テレビ朝日） - かわいがっていた付き人の若手俳優・福島彰吾とともに出演。中居くん温泉、ナカイの窓同様、メイン司会の中居とテレビ朝日のテレビドラマ「味いちもんめ」に関するエピソードを語った。
- 現状打破TV（2013年、テレビ東京）
- ニッポン・ダンディ（TOKYO MX） - 木曜ダンディ
- バラいろダンディ（TOKYO MX） - 木曜ダンディ。バラエティでは生前最後の出演。

### その他のテレビ番組
- 聞きこみ!ローカル線 気まぐれ下車の旅 #7（南海電気鉄道高野線）、#14（伊豆箱根鉄道駿豆線）、#27（井原鉄道）
- 歴史ロマン 壇ノ浦・関ヶ原・上野戦争 〜歴史を決めた英雄達〜（2014年12月30日、BSジャパン） - MC[51]
- 朝だ!生です旅サラダ（2015年2月7日、テレビ朝日）[52]

## 著書・参考文献
- ザ ウィンズ オブ ゴッド（1992年9月、桐原書店） - 奈良橋陽子と共著
- 特攻隊と戦後の僕ら 「ザ・ウインズ・オブ・ゴッド」の軌跡（1995年11月、岩波書店）
- 若いぼくらにできること - 体験的教育論（1997年5月、岩波書店）ISBN 4005002870
- Suppinぶるうす（1997年6月、角川書店）
- "カミカゼ"公演記in NY The winds of god（1999年4月、岩波書店）